# 인노시마시
인노시마시(因島市, いんのしまし)는 일본 히로시마현에 위치했던 시이다. 2006년 1월 10일 오노미치시(尾道市)로 합병 편입되며 소멸하였다.

## 개략
세토 내해에 뜨는 섬인 인노시마(因島)를 중심으로 이쿠치시마(生口島)의 일부나 작은 섬들로 구성된다. 1953년 5월 1일에 탄생된 이후 조선업, 해운업을 중심으로 발전해 왔으나 최근에는 인구 감소와 재정 상황의 악화가 심각한 문제로 되었으며, 2006년 1월 10일 오노미치시(尾道市)에 편입되었다. 2005년 12월 1일 시점의 인구는 27,469명, 면적은 39.76 km2이다.
일본에서는 팔삭(八朔, はっさく)이라는 귤의 한 종의 발상지로서 유명하다. 주요한 산업은 조선업, 해운업, 어업, 농업(귤 생산) 등으로 명산물은 "팔삭제리"(はっさくゼリー)이다.
2005년 11월 22일에서 11월 23일까지 인노시마 출신인 포르노그라피티가 시내의 학생들을 초대하여 기념 콘서트를 했다.

## 인접한 시
- 후쿠야마시(福山市)
- 미하라시(三原市)
- 오노미치시(尾道市)

## 유명한 출신자
- 포르노그라피티(록 밴드)
- 다마(음악가)